# Улассаи
Улассаи (итал. Ulassai) — коммуна в Италии, располагается в регионе Сардиния, подчиняется административному центру Нуоро. Население составляет 1 423 человека (30-6-2019). Высота над уровнем моря 775 м. Занимает площадь 122,41 км². плотность населения составляет 11,62 чел./км². Почтовый индекс — 8040. Телефонный код — 0782.
В письменных источниках упоминание поселения встречается с 1217 года. Есть две точки зрения на происхождение названия. По одной из них одних, название города имеет арабское происхождение и означает «По эту сторону горы», но другому мнению, оно происходит от логудорского диалекта сардинского языка и переводится как «Ущелье среди гор».
Основными почвообразующими породами являются известняки и сланцы. В окрестностях города расположены около 20 пещер, самой длинной (1800 метров) является пещера Su Màrmuri. Крупнейшие реки — Парду и Флуминедду.
Экономическая деятельность жителей связана преимущественно с лесозаготовкой. В городе имеется ветроэлектростанция.
Покровителем коммуны почитается святой Антиох Сардинский, празднование через 15 дней после Пасхи.

## География
Улассаи расположена в самом сердце района Оглиастра региона Барбаджа, окружённая скалами, на высоте 775 метров над уровнем моря.

## Население
| Год  | Численность населения |
| ---- | --------------------- |
| 1951 | 2320                  |
| 1961 | 2435                  |
| 1971 | 2193                  |
| 1981 | 2050                  |
| 1991 | 1732                  |
| 2001 | 1622                  |
| 2008 | 1571                  |